# Lincoln-Sudbury Regional High School
Lincoln-Sudbury Regional High School (LSRHS ou LS) est un lycée de la ville de Sudbury dans l'état du Massachusetts aux États-Unis. Il est jumelé avec le lycée Claude-Monet du Havre, et participe donc à la découverte de la culture américaine pour de jeunes français.

## Histoire
La création du LSRHS en 1954 est un évènement majeur pour Sudbury car l'infrastructure existante ne permettait pas l'accueil de lycéens, ces derniers devant auparavant rejoindre les écoles des villes voisines.

### L'esprit hacker des années 1970/1980
Dans les années 1970, l'école disposait d'un PDP-8 administré par deux professeurs de mathématiques. Avec l'arrivée en 1979 de Brian Harvey comme directeur informatique, le LSRHS se dote d'un environnement informatique proche des plus prestigieuses universités américaines. Ancien étudiant au sein des laboratoires d'intelligence artificielle du MIT et de l'université Stanford, Brian Harvey veut reproduire dans cette école l'esprit hacker en vogue dans les universités américaines de l'époque. Il installe un environnement Unix sur une machine PDP-11, nouvellement commandée pour la création d'un département informatique autonome, un environnement qu'il met à la disposition des étudiants dans la pure tradition hacker. Cette expérience fait l'objet d'une étude cas publiée par Brian Harvey en marge d'un essai intitulé "Computer Hacking and Ethics".
Malgré une population étudiante plus jeune que dans les universités, l'expérience est une réussite. Les étudiants s'approprient l'environnement et réalisent de nombreux logiciels libres, dont JOVE, une implémentation emacs réalisée en 1983 par Jonathan Payne et toujours distribuée par la plupart des distributions GNU/Linux trois décennies plus tard.

### Années 2000
En 2010, le LSRHS accueillait avec d'autres établissements 247 élèves en provenance de Boston dans le cadre du programme METCO, l'objectif étant d'apporter une meilleure éducation aux élèves de Boston appartenant à des minorités.

#### La tragédie de janvier 2007
Un étudiant a été mortellement poignardé par un de ses camarades le 19 janvier 2007.

## Activités
Le jumelage avec le lycée Claude-Monet du Havre favorise l'apprentissage du français pour les étudiants du LSRHS.

## Personnalités liées
- Brian Harvey, directeur informatique de 1979 à 1982[6].